# Untermünkheim
Untermünkheim település Németországban, azon belül Baden-Württembergben. Lakosainak száma 3119 fő (2023. december 31.).

## Népesség
A település népessége az elmúlt években az alábbi módon változott:
| Lakosok száma | 2106 | 2199 | 2262 | 2371 | 2505 | 2903 | 2951 | 2997 | 2942 | 3119 |
|               | 1961 | 1967 | 1974 | 1980 | 1987 | 1993 | 2000 | 2006 | 2013 | 2023 |